# Ebrahim Golestan
Pour les articles homonymes, voir Golestan.
Ebrahim Golestan, aussi transcrit Ibrahim Golestan (en persan : ابراهیم گلستان, Ebrāhim Golestān), né le 19 octobre 1922 à Chiraz en Iran et mort le 22 août 2023 dans le Sussex,, est un réalisateur et écrivain iranien.

## Biographie

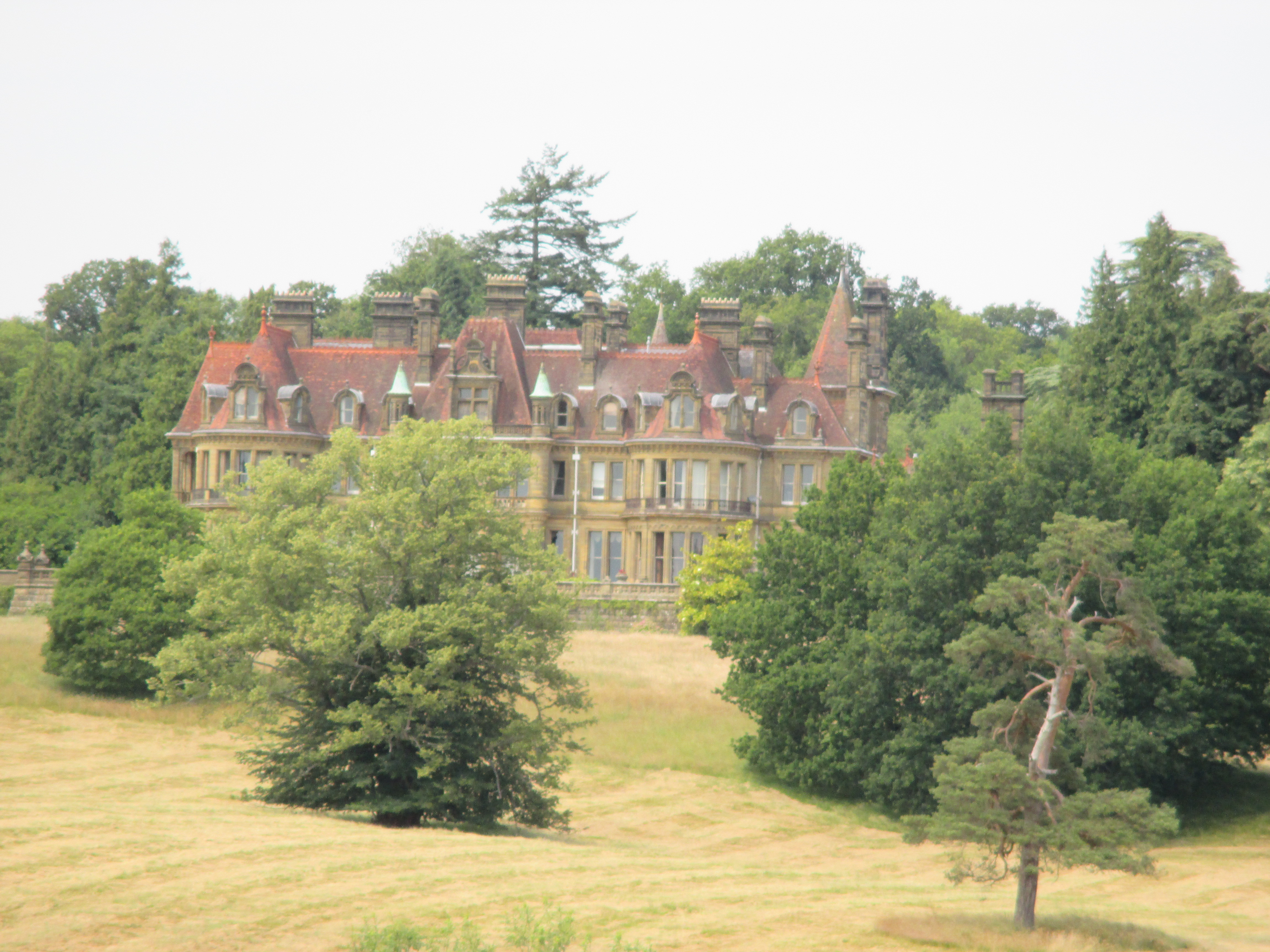
Le Wykehurst Park, demeure d'Ebrahim Golestan de 1984 à 2023.

La carrière d'Ebrahim Golestan s'étale sur un demi-siècle. 
À partir de 1975, il réside dans le Sussex au Royaume-Uni, où il meurt à l'âge de 100 ans. 

### Famille
Ebrahim Golestan est le père du photo-journaliste iranien Kaveh Golestan et de Lili Golestan, traductrice, propriétaire et directrice artistique de la Galerie Golestan à Esfahan en Iran. Son petit-fils Mani Haghighi est également réalisateur.

## Filmographie
- 1961 : Un feu[4]
- 1962 : Moj, marjan, khara
- 1963 : Les Collines de Marlik
- 1965 : La Brique et le Miroir[5]
- 1965 : Kharman va bazr
- 1974 : Les Mystères du trésor de la vallée de Djinns (The Ghost Valley's Treasure Mysteries)